# Ключко, Александр Алексеевич
Александр Алексеевич Ключко (род. 15 августа 2000, Саранск, Россия) — российский пианист, победитель I международного конкурса пианистов, дирижеров и композиторов им. С. В. Рахманинова.

## Биография
Родился в 2000 году в г. Саранске. В возрасте 6 лет начал обучение на фортепиано. В 2012 году семья переезжает в Москву. Александр поступает в музыкальную школу при Московском государственном колледже музыкального исполнительства им. Ф. Шопена (класс преподавателя Сергея Арцибашева), а впоследствии заканчивает колледж с отличием. С 2018 по 2021 учится в Высшей школе музыки им. А. Корто в Париже (класс Рены Шерешевской). С 2021 года — студент Московской государственной консерватории им. П. И. Чайковского (класс Заслуженного артиста РФ, профессора Павла Нерсесьяна).

## Творчество
Александр Ключко дебютировал на сцене Московской филармонии в возрасте 17 лет. С тех пор он активно гастролирует в России и зарубежом.

### Залы
Пианист выступал в таких залах, как: Большой зал Московской Консерватории, Концертный зал им. П. И. Чайковского, Зал «Зарядье», Московский Международный Дом Музыки, Большой зал Санкт-Петербургской филармонии, Концертный зал Мариинского Театра, Государственная Капелла Санкт-Петербурга, Salle Cortot (Париж), Salle Molière (Лион), Дворец Каталонской Музыки (Барселона), Дворец Фестивалей Кантабрии (Сантандер), Дворец Искусств (Будапешт), Национальный Концертный Зал (Мадрид), Зал Гигантов (Падуя), филармониях Екатеринбурга, Новосибирска, Омска, Воронежа, Кемерово, Кургана, Хабаровска, Пскова, Великого Новгорода и др.

### Оркестры
Александр Ключко сотрудничает с Государственным Академическим Симфоническим оркестром им. Е. Ф. Светланова, Национальным Филамоническим Оркестром России, Академическим Симфоническим оркестром Московской Филармонии, Симфоническим Оркестром Мариинского театра, Заслуженным коллективом России Академическим симфоническим оркестром Санкт-Петербургской филармонии, Королевским Филармоническим Оркестром, Большим Симфоническим Оркестром им. П. И. Чайковского, Государственным Академическим Симфоническим Оркестром Республики Татарстан, Уральским Академическим Симфоническим Оркестром, Воронежским Академическим Симфоническим Оркестром, Симфоническим оркестром Испанского радио и телевидения и др.

### Дирижеры
Ключко работает с такими дирижерами, как: Валерий Гергиев, Владимир Спиваков, Юрий Симонов, Александр Сладковский, Александр Рудин, Дмитрий Юровский, Владимир Вербицкий, Мигель Анхель Гомес Мартинес, Иван Рудин, Денис Лотоев, Валентин Урюпин, Димитрис Ботинис, Алексей Рубин, Иван Никифорчин и др.

### Музыкальные конкурсы
Александр Ключко является лауреатом и победителем более, чем 15 международных конкурсов.
Наиболее значимые из них:
- 2016 — победитель VI Международного конкурса пианистов памяти Веры Лотар-Шевченко (Екатеринбург)
- 2016 — победитель XIII Международного конкурса молодых музыкантов (Москва)
- 2017 — победитель IV Международного конкурса молодых пианистов «Astana Piano Passion» (Казахстан)
- 2018 — победитель XX Международного конкурса пианистов Иль-де-Франс (Мезон-Лаффитт, Франция)
- 2018 — лауреат III премии XIX Международного конкурса пианистов Паломы О’Ши (Сантандер, Испания)
- 2019 — лауреат II премии 65 Международного музыкального конкурса Марии Канальс (Барселона, Испания)
- 2020 — победитель V Манхэттенского международного музыкального конкурса (Нью-Йорк, США)
- 2021 — лауреат III премии II Международного конкурса пианистов в Суджоу (Китай)
- 2022 — лауреат IV премии и обладатель специального приза от Royal Philarmonic Orchestra Международного конкурса фортепианных концертов в Хастингсе (Великобритания)
- 2022 — лауреат I премии и обладатель специального приза I Международного конкурса пианистов, дирижеров и композиторов им. С. В. Рахманинова (Москва)